# Villebourg
Villebourg is een gemeente in het Franse departement Indre-et-Loire (regio Centre-Val de Loire) en telt 259 inwoners (1999). De plaats maakt deel uit van het arrondissement Tours.

## Geografie
De oppervlakte van Villebourg bedraagt 12,6 km², de bevolkingsdichtheid is 20,6 inwoners per km².
De onderstaande kaart toont de ligging van Villebourg met de belangrijkste infrastructuur en aangrenzende gemeenten.

## Demografie
Onderstaande figuur toont het verloop van het inwonertal (bron: INSEE-tellingen).